# Ульссон, Улоф
Улоф Сикстен Ульссон (швед. Olof Sixten Ohlsson; Пустой шаблон {{ВД-Преамбула}} ), также известен под фамилией Спонгенберг (швед. Spongenberg) — шведский футболист, полузащитник. Выступал за национальную сборную Швеции. Участник Олимпийских игр 1908 года.

## Биография
На клубном уровне выступал за «ИФК Эскильстуна».
8 сентября 1908 года дебютировал в составе национальной сборной Швеции в товарищеском матче с любительской сборной Англии. В этом матче, состоявшемся на стадионе «Вальхалла» в Гётеборге, Швеция разгромно проиграла сопернику со счётом 1:6.
В октябре 1908 года был в составе сборной Швеции на Олимпийских играх 1908 года. На турнире принял участие в двух встречах: с Великобританией (1:12) и Нидерландами (0:2).
В общей сложности провёл за сборную Швеции четыре матча и забил один мяч.
После завершения карьеры работал на административной должности. С 1946 года возглавлял отдел в государственном совете по контролю за ценами.
Умер в Стокгольме 21 июля 1962 года.